# سانتا جوستینا
سانتا جوستینا (به ایتالیایی: Santa Giustina) یک کومونه در ایتالیا است که در استان بلونو واقع شده‌است. سانتا جوستینا ۳۵٫۹ کیلومتر مربع مساحت و ۶٬۸۰۰ نفر جمعیت دارد و ۳۰۶ متر بالاتر از سطح دریا واقع شده‌است.